# Campillo de Aragón
Campillo de Aragón è un comune spagnolo di 182 abitanti situato nella comunità autonoma dell'Aragona.